# Sarah B. Hart
Pour les articles homonymes, voir Hart.
Sarah B. Hart est une mathématicienne britannique spécialisée dans la théorie des groupes et sur les produits. Elle a aussi écrit sur les mathématiques de Moby Dick. Elle est professeure à Birkbeck, université de Londres et directrice des Mathématiques et Statistiques à Birkbeck.
En 2020, elle a été nommée à la tête de la chaire de géométrie du Gresham College, la plus ancienne chaire de mathématiques au Royaume-Uni. Elle est la première femme nommée à ce poste depuis sa création, en 1597.

## Formation et carrière
Sarah Hart est élève à la City of London School for Girls. Elle obtient un master à l'université d'Oxford et un doctorat de l'University of Manchester Institute of Science and Technology. Sa thèse, Coxeter Groups: Conjugacy Classes and Relative Dominance, fut supervisée par son maître de thèse Peter Rowley.
Par la suite, elle reste à Manchester pour ses recherches post-doctorales à l'EPSRC et dispense temporairement des cours avant d'obtenir un poste de maître de conférences à Birkbeck en 2004. Elle est promue professeure en 2013 et devient directrice de département en 2016.
Elle est aussi vice-présidente de la Société britannique d'histoire des mathématiques.